# Les Ferdinand
Leslie „Les” Ferdinand (Paddington, London, 1966. december 8. – )  angol válogatott labdarúgó. Pályafutásának legsikeresebb éveit a  Queens Park Rangers, a Newcastle United és a Tottenham Hotspur csapatainál töltötte. Kiváló teljesítményének eredményeként 17 alkalommal játszhatott az angol nemzeti együttesben. Ő volt az első játékos, aki 6 különböző Premier League-csapatban gólt szerzett. A Brit Birodalom Rendjének kitüntetettje (MBE). 
Les a két Premier League-játékos, Rio és Anton Ferdinand nagybátyja, fia, Aaron a Harrow Borough játékosa az Isthmian League-ben. Beceneve Sir Les, 2005-ben megkapta az MBE (Brit Birodalom Tagja) kitüntetést.
2008. november 5-én Ferdinand csatlakozott a szintén egykori Tottenham-játékoshoz, Tim Sherwoodhoz a Tottenham Hotspur edzői csapatában, ahol a csatárok edzőjeként kezdett tevékenykedni.

## Sikerei, díjai
Tottenham Hotspur FC
- 1999 – Angol Ligakupa (győztes)

## Külső hivatkozások
- Les Ferdinand pályafutásának statisztikái a Soccerbase oldalon (angolul)

- Les Ferdinand - EnglandStats.com

| Előző Alan Shearer | Az Év Angol Labdarúgója 1996    | Következő Alan Shearer |
| Előző Paul Dickov  | Leicester City Év Játékosa 2004 | Következő Danny Tiatto |